# Robert May

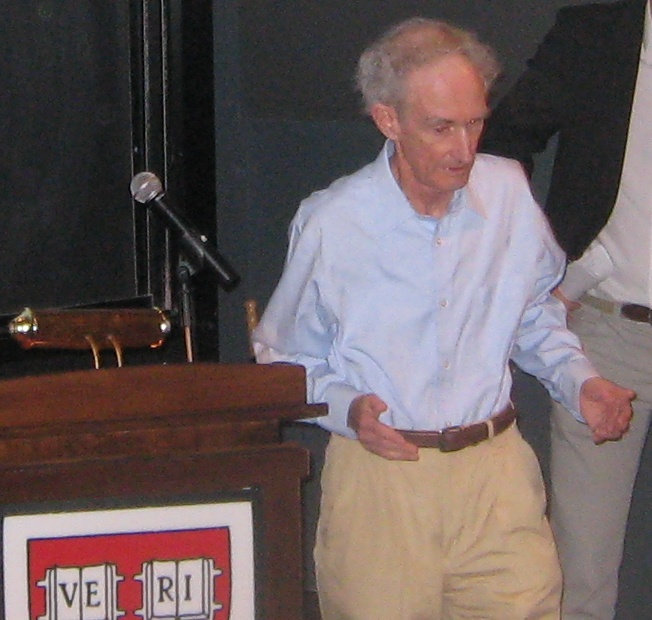
Robert May, Baron May of Oxford, 2009 in Harvard

Robert McCredie „Bob“ May, Baron May of Oxford OM, AC, Kt (* 8. Januar 1936 in Sydney, New South Wales, Australien; † 28. April 2020) war ein australischer Physiker und Biologe.
May war von 2000 bis 2005 Präsident der Royal Society. Er forschte vor allem auf den Gebieten der Zoologie und theoretischen Biologie und unterrichtete am Imperial College London.

## Werdegang
Robert May schloss 1956 sein Studium der Theoretischen Physik und des Chemieingenieurwesens an der Universität Sydney ab. 1959 promovierte er in theoretischer Physik (Investigations towards an understanding of superconductivity). Zunächst wirkte er als Professor für Physik an der Universität Sydney, wo er sich nach Arbeiten über Bose-Einstein-Kondensation und Supraleitung ab Anfang der 1970er Jahre mit Fragen der Ökologie zu beschäftigen begann. 1973 wurde er Professor für Biologie an der Universität Princeton und erhielt 1989 einen Ruf als Professor ans Zoologie-Department der Universität Oxford, wo er seit 2003 Professor emeritus war.
1979 wurde er als Mitglied in die traditionsreiche englische Royal Society gewählt. 1996 schlug ihn Königin Elisabeth II. als Knight Bachelor zum Ritter. Im Jahre 2000 schließlich wurde er Präsident der Royal Society, ein Jahr darauf aufgrund seiner wissenschaftlichen Lebensleistung als Life Peer in den Adelsstand erhoben und wurde dadurch als Crossbencher Mitglied des House of Lords. Ursprünglich hatte May den Titel Baron May of Woollahra nach einem Vorort von Sydney angestrebt, was aufgrund eines Einspruchs des australischen Protokollamts nicht zustande kam, sodass er den Titel Baron May of Oxford, of Oxford in the County of Oxfordshire, wählte. 2002 wurde er zum Member des Order of Merit ernannt.
Robert May erhielt eine Vielzahl wissenschaftlicher und gesellschaftlicher Auszeichnungen und übernahm viele wichtige Ämter im Wissenschaftsbetrieb. Unter anderem war er von 1995 bis 2005 oberster wissenschaftlicher Berater der britischen Regierung sowie Vorstandsmitglied der britischen Science Association. Zudem verliehen ihm zahlreiche Universitäten die Ehrendoktorwürde.
May hatte mit seinen Arbeiten ab den 1970er Jahren nicht nur Einfluss auf die theoretische Ökologie und Populationsbiologie; er war auch ein Pionier der Chaostheorie, indem er einfache Modelle präsentierte, die sehr kompliziertes Verhalten zeigten.

## Positionen
Lord May war bekennender Agnostiker und hat sich regelmäßig für striktere Maßnahmen gegen den anthropogenen Klimawandel und für eine stärkere populärwissenschaftliche Verbreitung der Evolutionstheorie im Gefolge Charles Darwins eingesetzt.
Aus der Sicht von Lord May ist der Klimawandel das größte Problem, dem die Menschheit bisher begegnet ist. Beim Jahrestreffen der British Association for the Advancement of Science 2009 kritisierte er fundamentalistische Religionsauffassungen der religiösen Rechten als Hauptvertreter von Skepsis und Verleugnung in der politischen Kontroverse um die globale Erwärmung. Wer religiös bedingt an einen baldigen Weltuntergang glaube, kümmere sich nicht um den Klimawandel. Allerdings gestand May zu, dass der Glaube an eine machtvolle Gottheit in der Vergangenheit auch eine verstärkte gesellschaftliche Zusammenarbeit und Geschlossenheit hervorgerufen habe. Genau dies wäre für die Bekämpfung des Klimawandels auch notwendig; eine übernatürliche Strafinstanz wie der stärkere Einsatz religiöser Führer gegen den Klimawandel seien mögliche Lösungen, um die May zufolge notwendigen drastischen und durchgreifende Maßnahmen durchsetzen zu können.

## Privat
May war verheiratet und hinterließ eine Tochter.

## Zitate
„Climate change is the biggest problem that mankind has ever faced. No other species in the history of life on Earth has ever faced a problem of its own creation that is as serious as this one. […] We have to confront this threat. Unfortunately the media all too often does this in a way that relegates the most important issue facing our species as if it was a soccer match between two competing sides of equal strength. It’s not. If you want to compare it [the debate over the existence of global warming] to a football match, it is more like Manchester United taking on three primary school children. It is as ridiculous as that. On one hand, you have the entire scientific community and on the other you have a handful of people, half of them crackpots. Nevertheless, this is still presented as an unresolved battle. That is simply not true. It has been resolved. Only the details of climatic change’s impact have still to be worked out.“

„… the behavioral sciences are the sciences that we are going have to depend on to save us.“

## Wichtige Preise und Auszeichnungen
- 1977: Mitglied der American Academy of Arts and Sciences
- 1980: Weldon Memorial Prize
- 1984: Robert H. MacArthur Award
- 1991: Linné-Medaille der Linnean Society of London
- 1992: Mitglied der National Academy of Sciences
- 1994: Mitglied der Academia Europaea[10]
- 1996: Crafoord Prize
- 1998: Balzan Prize für Biodiversität
- 2001: Blue Planet Prize
- 2001: Mitglied der American Philosophical Society
- 2007: Copley-Medaille der Royal Society
- 2010: Mitglied der Royal Society of New South Wales
- 2014: Mitglied der EMBO[11]

## Schriften (Auswahl)
- Robert M. May: Stability and Complexity in Model Ecosystems. 1973, 1974, Princeton University Press, ISBN 0-691-08125-5.
- Robert M. May: The Dimensions of Life on Earth. In: Peter H. Raven (Hrsg.): Nature and Human Society. The Quest for a Sustainable World. National Research Council, National Academy Press, Washington DC, 1997, ISBN 0-309-06555-0.
- Robert M. May: Threats to tomorrow’s world. Address of the President, Lord May of Oxford OM AC FRS, given at the Anniversary Meeting on 30 November 2005. In: Notes and Records of The Royal Society. Band 60, Nr. 1, 22. Januar 2006, S. 109–130, doi:10.1098/rsnr.2005.0134.
- Robert M. May, Simon A. Levin, George Sugihara: Ecology for bankers. In: Nature, Vol. 451, 21. Februar 2008, S. 893–895 (PDF, abgerufen am 9. Mai 2020).